# Coelichneumon viola
Coelichneumon viola là một loài tò vò trong họ Ichneumonidae.